# Wavre Sports Football Club
 (août 2018).
Si vous disposez d'ouvrages ou d'articles de référence ou si vous connaissez des sites web de qualité traitant du thème abordé ici, merci de compléter l'article en donnant les références utiles à sa vérifiabilité et en les liant à la section « Notes et références ».
Ne pas confondre avec le RSD Jette, un club localisé à Jette en région bruxelloise ni avec le Royal Wavre Limal, un autre club basé dans la ville de Wavre.
Maillots
Dernière mise à jour : 23 août 2023.
Le Wavre Sports FC était un club belge de football basé à Wavre. Fondé en 1944, ce club portait le matricule 4549. Ses couleurs sont le vert et le blanc.
Avant de s'installer en Brabant wallon en 1988, ce club connaît plusieurs évolutions administratives dans sa région natale : Bruxelles.
Créé sous le nom de Racing de Jette, le club devient Racing Jet Bruxelles après une fusion, puis Racing Jet Wavre après un déménagement. À la fin de la saison 2017-2018, le club change son appellation pour adopter celle de Wavre Sports FC.
Il termine 16e et dernier de sa série de Division 3 Amateur lors de la saison 2019-2020, interrompue par la crise du Covid-19. Cet exercice était la 47e saison qu'il dispute dans les séries nationales belges, dont trois l'ont été en Division 1. L'avenir semble incertain pour le club car il se retrouve sans stade et sa direction ne semble pas trouver de solution.

## Le club
Le club est fondé à Jette, au nord de l'agglomération bruxelloise, sous le nom de Racing Club Jettois peu après la fin de la Seconde Guerre mondiale. Différentes sources récentes indiquent l'année 1944 comme date de fondation, mais les traces les plus fiables qui ont été trouvées fixe la date de création au 26 juin 1945. L'entité est d'abord inscrite auprès de la « Fédération Sportive Ouvrière ». C'est le 15 octobre 1946 qui survient l'affiliation à l'URBSFA qui lui attribue le matricule 4549.

Ancien logo du Racing Jet Bruxelles.

D'autres sources fiables renseignent l'octroi du titre de Société Royale en novembre 1973 et évoque une fondation plus ancienne. C'est inexact. L'autorisation de l'usage du titre de Société Royale fait suite à une intervention de l'URBSFA auprès du Cabinet du Roi. L'octroi est accordé en raison de la fusion avec le Royal Stade de Bruxelles en 1970. . Sur un autre logo (présenté ci-dessous), le club faisait figurer l'année 1907, mais celle-ci était celle de fondation de la R.US Laeken, ensuite appelée Royal Stade de Bruxelles à partir de 1964.

Ancien logo du Racing Jet Bruxelles.

Le Racing Jette arrive en séries nationales en 1962. Trois saisons plus tard, il monte en Division 3. En 1970, le matricule 4549 fusionne avec un vieux club bruxellois, le Royal Stade de Bruxelles (matricule 281). Celui-ci était le fruit d'une fusion, en 1964, entre la R. US Laeken (281) et l'US du Centenaire. Le matricule 4549 prend alors le nom de Racing Jet de Bruxelles.
La fusion n'apporte pas de joies immédiates, car le club est relégué la saison suivante vers le 4e niveau national. Mais douze mois plus tard, l'erreur est corrigée avec un titre de champion.

Au bout de sept saisons, le Racing Jet Bruxelles accède à la Division 2 où il frôle l'exploit. Néo-promu, le matricule 4549 dispute le « Tour final » pour monter en « D1 ». Il doit s'avouer vaincu face au KV Kortrijk. En 1982, le club doit reculer d'un étage. Mais il réussit ensuite deux montées successives : titre en D3 et victoire dans le Tour final de D2. Mais l'équipe redescend une saison après avoir atteint l'élite nationale.
La saison 1985-1986 démarre bien pour les bruxellois et László Fazekas, le entraîneur hongrois de l'époque, puisqu'ils remportent la première tranche du championnat de D2 ce qui leur assure de participer au tour final de fin de saison.
La saison bat son plein et les résultats se dégradent et, à deux matchs de la fin du championnat, Daniel Renders est promu entraîneur en lieu et place de László Fazekas. Malgré un faible bilan d'un point sur quatre, l'équipe aborde le tour final par une victoire et enchaîne les bons résultats. Le Racing Jet termine en tête grâce à un impressionnant 11 sur 12 et s'ouvre à nouveau les portes de l'élite nationale.
L'année suivante, en 1986-1987, la direction du RJB réitère sa confiance en Renders. Il devient dès lors, à seulement 30 ans, le plus jeune entraîneur de l'histoire du football professionnel belge. Record qu'il tient toujours aujourd'hui devant Yannick Ferrara.
Le Racing Jet propose à Raymond Goethals le poste de manager afin d'aider Renders à maintenir le club en division 1. Le club se renforce avec des joueurs confirmés tels que Jozef Barmoš ou Michel Ngonge et obtient, fin de saison, une confortable 12e place.
Début de saison 1987-1988, Goethals obtient la signature de László Bölöni. C'est le dernier gros coup du manager bruxellois puisqu'il devient l'entraîneur du RSC Anderlecht peu de temps après. Cependant, malgré un recrutement de qualité et une équipe compétitive, le matricule 4549 doit faire face à de nombreuses blessures et termine bon dernier. Le Racing Jet retrouve donc la division 2 deux ans après l'avoir quittée.
En 1988-1989, après la fusion avec Wavre Sport, le club déménage à Wavre dans le Brabant wallon. Cette région, qui n'a jamais connu de club dans le football national belge, doit attirer un potentiel public et drainer les intérêts régionaux. Le matricule 4549 change de nom et devient alors le Racing Jet de Wavre.
L'équipe termine à 1 point du Germinal Ekeren et loupe de peu la première tranche. Les résultats ne suivent plus, le nombre de spectateurs diminue et le club doit faire attention à ses finances. Peu après, la direction décide de se séparer des joueurs aux gros contrats ainsi que de Daniel Renders.
Le Racing Jet Bruxelles monte alors pour la première fois en Division 1. Pour son premier match en D1, disputé au stade du Heysel, le Racing Jet Bruxelles joue contre le RSC Anderlecht et perd 2-9.Il n'y a pas de miracle et le club est immédiatement relégué. Le Tour final de D2 de la saison suivante ouvre de nouveau les portes de l'élite nationale au Racing Jet qui s'appuie sur un manager de renom : Raymond Goethals afin d'aider le jeune entraîneur de l'époque: Daniel Renders. Le matricule 4549 se maintient une saison puis doit à nouveau redescendre à la fin de la saison 1987-1988.
Les dirigeants estiment alors que Bruxelles ne leur permet pas de trouver une assise financière suffisante en raison de la concurrence liée au grand nombre de clubs qu'elle comprend. Le club déménage en 1988 vers Wavre en Brabant wallon. Cette région, qui n'avait jamais connu de club dans l'élite nationale, devait comporter un potentiel public et draîner les intérêts régionaux. Le matricule 4549 devint alors le Racing Jet de Wavre.

Malheureusement, les espoirs sont déçus. Si le club tente et réussit à trouver son assise régionale, l'argent continue de manquer pour assouvir les ambitions sportives. Après trois saisons moyennes passées dans le « ventre mou » de la D2, le RJ Wavre est relégué en D3 au terme de la saison 1991-1992. Le calvaire n'est pas fini car à la fin de la saison suivante, bien que le club ait assuré aisément son maintien en terminant à la 8e place, la Fédération le renvoie en Promotion à cause d'une situation financière catastrophique. Cette relégation forcée fait le bonheur d'un club... bruxellois : l'Union Saint-Gilloise, classée 15e, évite ainsi la descente.
Au 4e niveau national, en 1993-1994, le RJ Wavre remporte le Tour final de Promotion et revient en D3. Lors des trois saisons suivantes, le club dispute le Tour final de D3 pour tenter de remonter dans l'antichambre de l'élite mais échoue à chaque fois. À la fin de la 4e saison, il redescend en Promotion.
Après une première saison moyenne, le matricule 4549 échoue lors du Tour final de la 2e saison mais remporte le titre à la fin de la 3e. Le retour en D3, pour ce qui est la 40e saison consécutive du matricule 4549 en séries nationales, ne rencontre pas les espérances de ses supporters. Barragiste, Wavre est renvoyé en Promotion après une défaite contre le FC Nieuwkerken. Douze mois plus tard, à la fin de la saison 2002-2003, le Racing Jet est relégué en séries provinciales.
Après cinq saisons de purgatoire, le Racing Jet Wavre remonte en nationales en vue de la saison 2008-2009. Après une saison du retour encourageante, le club gaspille des points lors de la fin de saison 2009-2010 et se trouve obligé de disputer les barrages pour son maintien. Ainsi, il se retrouve englué dans un Tour final parasité par une plainte du K. RC Mechelen. Finalement classé 5e du Tour final interprovincial, Wavre constate que les repêchages s'arrêtent au 4e, et s'en retourne donc en première provinciale du Brabant.

### Grande ambition puis déroute
En avril 2017, le matricule 4549 est repris par un investisseur australien qui annonce un plan visant à amener le club dans la plus haute division belge en 15 ans ! Dénommé Cyrille Ndongo-Keller, l'homme d'affaires camerounais est le fondateur de "Sports Globo Consulting", une société spécialisée dans le marketing sportif, basé à...Sydney.
Malheureusement, pour reprendre une formule cavalière et familière, le beau projet fait "pshitt". Les résultats sportifs, au 5e étage de la pyramide belge, ne sont jamais à la hauteur des espérances. Pour ses détracteurs, la nouvelle direction détricote le long travail patiemment réalisé par ses prédécesseurs:  celui d'ancrer le club dans sa région et lui donner une identité locale. Le cercle qui possède pourtant un excellent centre de formation se déshumanise et comme les résultats ne suivent pas... Un changement d'appellation qui ne trompe personne (reprise de la dénomination historique de Wavre Sports qui était celle de l'autre club de la localité avant l'arrivée du Racing Jet !), la situation générale du club se dégrade, car les fonds annoncés tardent à arriver en suffisance pour honorer les engagements pris. Les dettes s'accumulent et le ciel s'assombrissent rapidement au-dessus du stade Julien Peeters. La saison 2019-2020 est un calvaire sportif. Ayant perdu plusieurs sponsors la nouvelle direction n'y va pas de sa propre poche et il est ardu de boucler les budgets. En 2020, alors que les compétitions sont interrompues par la crise du covid-19, le club ne peut éviter la dernière place et le renvoi en Première Provinciale.
Mais le pire reste à venir...

### Éjecté de son stade
En avril 2020, une désagréable surprise attend la direction du Wavre Sport FC. Estimant le club "mal géré", les autorités communales mettent unilatéralement fin au bail et à la convention qui permet au club de jouer au "stade Justin Peeters". Contestant le fait, les patrons du matricule 4549 ne semblent cependant pas pouvoir trouver de solutions de rechange. Le club se retrouve en grand péril. L'autre club de la localité le Royal Wavre Limal (pour rappel anciennement appelé Royal Wavre Sports) s'est vu inviter à occuper gratuitement le stade Peeters . Chacun y va de son opinion, selon les clans d'appartenance. Mais l'intervention politique virant séance tenante une entité avec de très nombreux jeunes n'est pas du meilleur effet et ne manque pas d'attiser autant la méfiance que les réactions partisanes, d'autant qu'il se dit déjà qu'en 2021, c'est du hockey va pourrait s'installer au stade Peeters. Mais en novembre 2020, on apprend que c'est l'ancien résident des lieux le « matricule 79 » de l'ancien Wavre Sports devenu Wavre-Limal qui reviendrait s'installer au stade Peeters.

### Radiation
En juin 2020, Wavre Sport FC dépose le bilan, sonnant le glas d'espoirs de relance 
Depuis, le matricule 4549 semble bien avoir été radié par la fédération car il n'est plus inscrit sur le site fédéral officiel .

## Repères historiques
- 1944 - Fondation (?) de Racing Club de Jette.
- 1945 - 26/06/1945, Racing Club de Jette s'affilie à l'URBSFA qui lui attribue le matricule 4549.
- 1962 - Racing Club de Jette (4549) accède pour la première fois aux séries nationales. Le matricule 4549 y reste 41 saisons de suite sous différentes appellations.
- 1970 - Fusion entre Royal Stade de Bruxelles (281) et Racing Club de Jette (4549) pour former Racing Jet Bruxelles (4549). Le matricule 281 disparaît.
- 1973 - 20/11/1973, Racing Jet Bruxelles est reconnu Société Royale et prend le nom de Racing Jet Bruxelles Société Royale (4549). La mention "SR" est très rarement employée.
- 1988 - 30/05/1988, Racing Jet de Bruxelles Société Royale (4549) déménage à Wavre et prend le nom de Racing Jet Wavre.
- 2018 - 01/07/2018, Racing Jet Wavre (4549) change sa dénomination et devient Wavre Sports Football Club (4549).
- 2020 - 20/04/2020, dans les difficultés sportives (relégué en P1) le Wavre Sports Football Club (4549) apprend qu'il est éjecté du "stade Julien Peeters" par les autorités communales !

## Résultats dans les divisions nationales
Statistiques mises à jour le 30 juin 2018

### Palmarès
- 2 fois champion de Belgique de Division 3 en 1979 et 1983.
- 3 fois champion de Belgique de Promotion en 1965, 1972 et 2001

### Bilan
| Niv | Divisions     | Jouées | Titres | TM Up | TM Down |
| --- | ------------- | ------ | ------ | ----- | ------- |
| I   | 1re nationale | 3      | 0      |       |         |
| II  | 2e nationale  | 9      | 0      | 3     |         |
| III | 3e nationale  | 20     | 2      | 3     | 1       |
| IV  | 4e nationale  | 11     | 3      | 2     | 1       |
| V   | 5e nationale  | 4      | 0      |       |         |
|     |               |        |        |       |         |
|     | TOTAUX        | 47     | 5      | 8     | 2       |

- TM Up : test-match pour départager des égalités, ou toutes formes de Barrages ou de Tour final pour une montée éventuelle.
- TM Down : test-match pour départager des égalités, ou toutes formes de Barrages ou de Tour final pour le maintien.

### Classements saison par saison
| Ordre               | Saison  | Nom du club          | Niveau                          | Classement final | Remarques              |
| ------------------- | ------- | -------------------- | ------------------------------- | ---------------- | ---------------------- |
| 1                   | 1962-63 | Racing de Jette      | Promotion série B               | 8e/16            |                        |
| 2                   | 1963-64 | Racing de Jette      | Promotion série B               | 5e/16            |                        |
| 3                   | 1964-65 | Racing de Jette      | Promotion série D               | 1er/16           | Champion et promu      |
| 4                   | 1965-66 | Racing de Jette      | Division 3 série B              | 9e/16            |                        |
| 5                   | 1966-67 | Racing de Jette      | Division 3 série B              | 10e/16           |                        |
| 6                   | 1967-68 | Racing de Jette      | Division 3 série A              | 10e/16           |                        |
| 7                   | 1968-69 | Racing de Jette      | Division 3 série B              | 13e/16           |                        |
| 8                   | 1969-70 | Racing de Jette      | Division 3 série A              | 12e/16           |                        |
| 9                   | 1970-71 | Racing Jet Bruxelles | Division 3 série B              | 16e/16           | Relégué                |
| 10                  | 1971-72 | Racing Jet Bruxelles | Promotion série A               | 1er/16           | Champion et promu      |
| 11                  | 1972-73 | Racing Jet Bruxelles | Division 3 série B              | 8e/16            |                        |
| 12                  | 1973-74 | Racing Jet Bruxelles | Division 3 série B              | 9e/16            |                        |
| 13                  | 1974-75 | Racing Jet Bruxelles | Division 3 série A              | 5e/16            |                        |
| 14                  | 1975-76 | Racing Jet Bruxelles | Division 3 série A              | 10e/16           |                        |
| 15                  | 1976-77 | Racing Jet Bruxelles | Division 3 série A              | 6e/16            |                        |
| 16                  | 1977-78 | Racing Jet Bruxelles | Division 3 série B              | 8e/16            |                        |
| 17                  | 1978-79 | Racing Jet Bruxelles | Division 3 série A              | 1er/16           | Champion et promu      |
| 18                  | 1979-80 | Racing Jet Bruxelles | Division 2                      | 5e/16            | Tour final             |
| 19                  | 1980-81 | Racing Jet Bruxelles | Division 2                      | 13e/16           |                        |
| 20                  | 1981-82 | Racing Jet Bruxelles | Division 2                      | 16e/16           | Relégué                |
| 21                  | 1982-83 | Racing Jet Bruxelles | Division 3 série A              | 1er/16           | Champion et promu      |
| 22                  | 1983-84 | Racing Jet Bruxelles | Division 2                      | 3e/16            | Promu via tour final.  |
| 23                  | 1984-85 | Racing Jet Bruxelles | Division 1                      | 18e/18           | Relégué                |
| 24                  | 1985-86 | Racing Jet Bruxelles | Division 2                      | 2e/16            | Promu via tour final.  |
| 25                  | 1986-87 | Racing Jet Bruxelles | Division 1                      | 12e/18           |                        |
| 26                  | 1987-88 | Racing Jet Bruxelles | Division 1                      | 18e/18           | Relégué                |
| 27                  | 1988-89 | Racing Jet Wavre     | Division 2                      | 9e/16            |                        |
| 28                  | 1989-90 | Racing Jet Wavre     | Division 2                      | 12e/16           |                        |
| 29                  | 1990-91 | Racing Jet Wavre     | Division 2                      | 10e/16           |                        |
| 30                  | 1991-92 | Racing Jet Wavre     | Division 2                      | 16e/16           | Relégué                |
| 31                  | 1992-93 | Racing Jet Wavre     | Division 3 série A              | 8e/16            | Relégué                |
| 32                  | 1993-94 | Racing Jet Wavre     | Promotion série B               | 2e/16            | Promu via tour final.  |
| 33                  | 1994-95 | Racing Jet Wavre     | Division 3 série B              | 4e/16            | Tour final             |
| 34                  | 1995-96 | Racing Jet Wavre     | Division 3 série B              | 9e/16            | Tour final             |
| 35                  | 1996-97 | Racing Jet Wavre     | Division 3 série A              | 4e/16            | Tour final.            |
| 36                  | 1997-98 | Racing Jet Wavre     | Division 3 série A              | 16e/16           | Relégué                |
| 37                  | 1998-99 | Racing Jet Wavre     | Promotion série D               | 8e/16            |                        |
| 38                  | 99-2000 | Racing Jet Wavre     | Promotion série D               | 3e/16            | Tour final.            |
| 39                  | 2000-01 | Racing Jet Wavre     | Promotion série D               | 1er/16           | Champion et promu      |
| 40                  | 2001-02 | Racing Jet Wavre     | Division 3 série B              | 14e/16           | Relégué après barrages |
| 41                  | 2002-03 | Racing Jet Wavre     | Promotion série B               | 16e/16           | Relégué !              |
| séries provinciales |         |                      |                                 |                  |                        |
| 42                  | 2008-09 | Racing Jet Wavre     | Promotion série D               | 10e/16           |                        |
| 43                  | 2009-10 | Racing Jet Wavre     | Promotion série D               | 13e/16           | Relégué après barrages |
| séries provinciales |         |                      |                                 |                  |                        |
| 44                  | 2016-17 | Racing Jet Wavre     | Division 3 Amateur ACFF série A | 9e/14            |                        |
| 45                  | 2017-18 | Racing Jet Wavre     | Division 3 Amateur ACFF série A | 7e/16            |                        |
| 46                  | 2018-19 | Wavre Sports FC      | Division 3 Amateur ACFF série A | 12e/16           |                        |
| 47                  | 2019-20 | Wavre Sports FC      | Division 3 Amateur ACFF série A | 16e/16           | Relégué !              |
| séries provinciales |         |                      |                                 |                  |                        |

### Sources et liens externes
- Site officiel du club